# Isländische Fußballmeisterschaft 1934
Die isländische Fußballmeisterschaft 1934 war die 23. Spielzeit der höchsten isländischen Fußballliga.
Es nahmen fünf Teams am Bewerb teil, in dem jede Mannschaft jeweils einmal auf jede andere traf. KR Reykjavík gewann den neunten Titel der Vereinsgeschichte.
Valur Reykjavík gelang mit einem 13:1-Sieg über Víkingur Reykjavík der bis dahin höchste Sieg in der Geschichte der isländischen Fußballmeisterschaft.

## Abschlusstabelle
| Pl. | Verein              | Sp. | S | U | N | Tore    | Quote | Punkte |
| --- | ------------------- | --- | - | - | - | ------- | ----- | ------ |
| 1.  | KR Reykjavík        | 4   | 3 | 1 | 0 | 012:400 | 3,00  | 07:10  |
| 2.  | Valur Reykjavík (M) | 4   | 3 | 0 | 1 | 022:500 | 4,40  | 06:20  |
| 3.  | Fram Reykjavík      | 4   | 2 | 1 | 1 | 011:500 | 2,20  | 05:30  |
| 4.  | ÍB Vestmannaeyja    | 4   | 1 | 0 | 3 | 005:150 | 0,33  | 02:60  |
| 5.  | Víkingur Reykjavík  | 4   | 0 | 0 | 4 | 004:250 | 0,16  | 0:80   |

| (M) | amtierender isländischer Meister |

### Kreuztabelle
Die Kreuztabelle stellt die Ergebnisse aller Spiele dieser Saison dar. Die Heimmannschaft ist in der ersten Spalte aufgelistet, die Gastmannschaft in der obersten Reihe. Die Ergebnisse sind immer aus Sicht der Heimmannschaft angegeben.
| 1934               | Fram Reykjavík | KR Reykjavík |     | Víkingur Reykjavík | ÍB Vestmannaeyja |
| Fram Reykjavík     |                | 1:1          | 1:2 | 6:1                | 3:1              |
| KR Reykjavík       | –              |              | 3:2 | 3:1                | 5:1              |
| Valur Reykjavík    | –              | –            |     | 13:1               | 6:0              |
| Víkingur Reykjavík | –              | –            | –   |                    | 1:3              |
| ÍB Vestmannaeyja   | –              | –            | –   | –                  |                  |